# Kim Seong-Yeon
Kim Seong-Yeon (Suncheon, 16 de abril de 1991) es una deportista surcoreana que compite en judo.
Ganó una medalla de bronce en el Campeonato Mundial de Judo de 2013, y tres medallas de plata en el Campeonato Asiático de Judo entre los años 2016 y 2021. En los Juegos Asiáticos consiguió dos medallas en los años 2014 y 2018.

## Palmarés internacional
| Campeonato Mundial  | Campeonato Mundial      | Campeonato Mundial | Campeonato Mundial |
| Año                 | Lugar                   | Medalla            | Categoría          |
| ------------------- | ----------------------- | ------------------ | ------------------ |
| 2013                | Río de Janeiro (Brasil) | Medalla de bronce  | –70 kg             |
| Juegos Asiáticos    |                         |                    |                    |
| Año                 | Lugar                   | Medalla            | Categoría          |
| 2014                | Incheon (Corea del Sur) | Medalla de oro     | –70 kg             |
| 2018                | Yakarta (Indonesia)     | Medalla de plata   | –70 kg             |
| Campeonato Asiático |                         |                    |                    |
| Año                 | Lugar                   | Medalla            | Categoría          |
| 2016                | Taskent (Uzbekistán)    | Medalla de plata   | –70 kg             |
| 2017                | Hong Kong (China)       | Medalla de plata   | –70 kg             |
| 2021                | Biskek (Kirguistán)     | Medalla de plata   | –70 kg             |